# Tortula websteri
Tortula websteri là một loài rêu trong họ Pottiaceae. Loài này được H. Rob. mô tả khoa học đầu tiên năm 1965.